# Залізнення (втирання цементу)
Залізнення — втирання цементу (до сталевого блиску) в свіжопокладене бетонне покриття. Підвищує їхню міцність на стирання та щільність.
Цей метод використовують для вкладання підлог у промислових, логістичних будівлях, торговельних центрах. Такі підлоги мають підвищену ударну міцність, зносостійкість, хімічну стійкість, гігієнічність, антистатичність та естетичний вигляд.
Разом з тим на таких поверхнях з часом можуть утворюватись тріщини, відшарування.